# 吉贝利纳
吉贝利纳（義大利語：Gibellina），是意大利特拉帕尼省的一个市镇。总面积45.02平方公里，人口4324人，人口密度96.0人/平方公里（2009年）。ISTAT代码为081010。